# Falsoropica sikkimensis
Falsoropica sikkimensis är en skalbaggsart som beskrevs av Stefan von Breuning 1973. Falsoropica sikkimensis ingår i släktet Falsoropica och familjen långhorningar. Inga underarter finns listade i Catalogue of Life.